# 施蒂策巴赫
施蒂策巴赫（德語：Stützerbach，發音：[ˈʃtʏtsɐˌbax]）是德国图林根州伊尔姆县曾经的一个市镇，面积11.37平方千米，2017年12月31日人口为1,364人。2019年1月1日，施蒂策巴赫与市镇弗劳恩瓦尔德并入市镇伊尔默瑙。